# Brukterer
Bruktererna (latin: Bructeri; grekiska: οἱ Βρούκτεροι) var en germansk stam som levde i nordvästra Tyskland söder om Teutoburgerskogen i dagens Nordrhein-Westfalen omkring 100 f.Kr. till 350 e.Kr.
Efter att cheruskernas hövding Arminius besegrat romarna under Publius Quinctilius Varus' befäl i Teutoburgerskogen år 9 f.Kr., angrep den nye härföraren Germanicus germanerna öster om Rhen år 15 e.Kr. Efter att ha besegrat chatterna fortsatte han till brukterernas land, men dessa brände själva sina bostäder, och efter detta blev romarna på nytt besegrade av Arminius. Därefter uppgick bruktererna i den bredare salisk-frankiska gruppen tillsammans med bland annat cherusker, chatter och angrivarier.
Soest i Tyskland är den bästa platsen att hitta historiska dokument om bruktererna.